# Kračule
Kračule (cyr. Крачуле) – wieś w Bośni i Hercegowinie, w Republice Serbskiej, w mieście Sarajewo Wschodnie, w gminie Pale. W 2013 roku liczyła 73 mieszkańców.